# Cinco minutos
«Cinco minutos» es una canción pop - rock escrita por las cantautoras Erika Ender y Amérika Jiménez, e interpretada por la cantautora y actriz mexicana Gloria Trevi. El tema es una producción de Armando Ávila y es el segundo sencillo extraído del séptimo álbum de estudio de Trevi, Una rosa blu (2007).
Se lanzó en febrero de 2008 en México y Estados Unidos. La canción se mantuvo durante más de 45 semanas consecutivas en las listas de popularidad y en los primeros lugares de las revistas Billboard y Monitor Latino. Gracias a esta canción, la compositora Erika Ender recibió en 2009 y 2010 el premio SESAC en la categoría "Canción del año". Gloria Trevi recibió el premio Billboard 2009 en la categoría femenina "Tema Pop Airplay del Año", y una nueva nominación en la categoría femenina de 2010 "Artista Regional Mexicano Airplay del Año", por la versión duranguense, una participación especial con Los Horóscopos de Durango.

## Información de la canción
Luego del éxito moderado de Psicofonía en las listas de popularidad, se anunció como segundo sencillo Inmaculada en apoyo a una campaña contra los feminicidios en Ciudad Juárez. A pesar de lo notificado a través del programa de espectáculos La oreja en noviembre de 2007, esta decisión fue modificada meses después y anunciada en su página web oficial nombrando a Cinco minutos y El favor de la soledad como los segundos cortes a ser promocionados: el primero, en México; y el segundo, en Estados Unidos.
Cinco minutos recibió su estreno oficial en radios mexicanas durante marzo de 2008 acompañada del video musical filmado en Tenerife, España, y formando parte de la gira de conciertos Una rosa blu. Una pequeña controversia sensacionalista sobre un posible plagio se divulgó en su país de origen por la rotación del sencillo 4 Minutes (en español, Cuatro minutos) de Madonna -en colaboración con Justin Timberlake- semejante al nombre del sencillo de Trevi, Cinco minutos.
Para conseguir mayor exposición en emisoras de radio de música regional mexicana, la melodía fue reversionda al estilo duranguense con el grupo Los Horóscopos de Durango. Gloria se trasladó a Coral Way, Miami, para encontrarse con las vocalistas del conjunto, Marisol y Vicky Terrazas, con quienes grabó la nueva versión durante la noche del 17 de abril de 2008. Esta colaboración fue todo un éxito en radio y en ventas digitales.

## Promoción y recepción

### México
Cinco minutos inició su rotación paulatinamente en las radioemisoras mexicanas durante enero de 2008. Su difusión alcanzó su máxima audiencia en abril y mayo, meses en los cuales escaló los primeros lugares a nivel nacional.
A días de su lanzamiento, las radioemisoras Oye! 89.7 FM, Génesis 98.1 FM y FM Tú 103.7, colocaron el tema en el primer lugar; además, gracias a su actuación en los programas de audiencia nacional, Noche de estrellas y Hoy (ambos de Televisa), la demanda del público aumentó introduciendo a la canción dentro de los primeros veinte lugares. Su participación en el evento masivo de Los 40 Principales México -en donde cantó ante más de 100 000 personas en el Estadio Azteca- ubicó el tema en la casilla número tres de la popular radioemisora.
La revista Monitor Latino registró su mejor posición en el segundo lugar tanto en la lista general "Top 20" como en "Top 20 Pop" a nivel nacional. Asimismo, el sistema de monitoreo Nielsen Sound Scan posicionó a Trevi en el punto #4 de la lista "Pop en español" en Monterrey. Igualmente, Cinco minutos llegó a los primeros lugares en radio de varias ciudades de Latinoamérica, mientras el video de la canción fue uno de los más pedidos en los canales de música a nivel internacional[cita requerida].

### Estados Unidos
El sencillo se estrenó simultáneamente en un sesenta por ciento de todas las emisoras latinas de Estados Unidos, superando, entre otros, el estreno de Luis Miguel y Thalía, a una semana de haber entrado en la radio estadounidense. Difundido también en versión duranguense, se programó dentro de las radioemisoras de música regional mexicana y emisoras pop de fuerte rotación.
Radio & Records, la antesala a Billboard, situó la canción en el número uno de los temas latinos más tocados de Estados Unidos. Cinco minutos no sólo se perfiló como el estreno más alto, sino que se convirtió en la canción con mayor aumento de audiencia, rotación y descargas digitales. Además, el importante ingreso representó su mejor debut y su tema más popular desde Todos me miran, quien lo hizo en el n.º21 dentro del "Top 40 Spanish AC/ Pop Chart" en julio de 2006. El corte también se localizó en la cartelera general "Latin Pop National Airplay" en el puesto n.º3.
Debutó en la lista Billboard Latin Pop Airplay en julio de 2008, ocupando la casilla #40 en su primera semana en la cartelera. Es la primera vez que aparece en los charts bajo la promoción de Universal Latino. Siete posiciones fueron las que avanzó el tema en su cuarta semana para alcanzar el #15. Tras pasar el mes en las listas, incursionó al Top 5, quedando en la cuarta posición.
A su vez, durante la penúltima semana de 2008, alcanzó el Top 5 de Billboard Hot Latin Tracks, así como el Top 10 de Latin Hits (Monitor Latino) de México. La versión duranguense logró estar entre los primeros veinte lugares de la lista Latin Regional Mexican Airplay de Billboard.

## Video promocional
Tras su participación en la Gala Drag Queen 2008 del Carnaval de Las Palmas de Gran Canaria el 1 de febrero de 2008, Gloria Trevi y su equipo aprovecharon su estancia en Tenerife-España, para filmar el segundo videoclip de Una Rosa Blu.
El rodaje se realizó en la isla durante una jornada de varias horas; se utilizaron diferentes localizaciones, tales como un puerto de la isla y cercanías del volcán El Teide, escondido a más de dos mil pies de altura. Luciendo un traje espacial, la artista finalizó las últimas escenas en medio de una temperatura bajo cero, lavas volcánicas y la desértica cima del volcán.
Un saludo por parte de la cantante, difundido en video a través de la red, reveló el canal por el cual sería estrenado el videoclip, mas no mencionaba la fecha. Posteriormente, la cadena Ritmoson Latino haría su lanzamiento el 31 de marzo de 2008 en un especial de media hora con entrevista y detrás de cámaras. El mismo se mantuvo en alta rotación desde su debut en el programa "Estreno Mundial" y se posicionó en los primeros lugares en los principales canales de música de México, tanto de Televisa como de TV Azteca.

## Versiones oficiales
- Cinco minutos (Versión Original) - 3:24 (Ender/Amerika)
- Cinco minutos (Versión Duranguense) con Los Horóscopos de Durango - 3:25 (Ender/Amerika)
- Cinco minutos (Manny López Minuteslicious Club Mix) - 6:34 (Ender/Amerika)
- Cinco minutos (Manny López Minuteslicious Radio Mix) - 4:02 (Ender/Amerika)
- Cinco minutos (Obeic Tic Tac Club Mix) (Ender/Amerika)
- Cinco minutos (Nemesis feat. Manny López Dance Hall Mix) (Ender/Amerika)
- Cinco minutos (Zicky feat. Manny López Duranguense Mix) (Ender/Amerika)